# Sudha Singh
Sudha Singh (ur. 25 czerwca 1986 w Raebareli) – indyjska lekkoatletka specjalizująca się w biegach długodystansowych, uczestniczka igrzysk olimpijskich, rekordzistka kraju.
W 2009 zdobyła srebro mistrzostw Azji w Kantonie. W 2010 była piąta na igrzyskach Wspólnoty Narodów oraz stanęła na najwyższym stopniu podium igrzysk azjatyckich. Srebrna medalistka azjatyckiego czempionatu w Kobe (2011). Rok później, bez awansu do finału, reprezentowała Indie na igrzyskach olimpijskich w Londynie. W 2013 zdobyła swoje trzecie srebro czempionatu Azji oraz odpadła w eliminacjach podczas mistrzostw świata w Moskwie. Czwarta zawodniczka igrzysk azjatyckich w Inczon (2014). W 2015 zajęła 19. miejsce w biegu maratońskim podczas światowego czempionatu w Pekinie. Dwa lata później wywalczyła pierwsze w karierze mistrzostwo Azji.
Wielokrotna złota medalistka mistrzostw Indii.
W roku 2012 została laureatką nagrody Arjuna Award.

## Osiągnięcia
| Rok  | Impreza                    | Miejsce        | Konkurencja                   | Lokata      | Wynik    |
| ---- | -------------------------- | -------------- | ----------------------------- | ----------- | -------- |
| 2009 | Mistrzostwa Azji           | Kanton         | bieg na 3000 m z przeszkodami | 2. miejsce  | 10:10,77 |
| 2010 | Igrzyska Wspólnoty Narodów | Nowe Delhi     | bieg na 3000 m z przeszkodami | 5. miejsce  | 9:57,63  |
| 2010 | Igrzyska azjatyckie        | Kanton         | bieg na 3000 m z przeszkodami | 1. miejsce  | 9:55,67  |
| 2011 | Mistrzostwa Azji           | Kobe           | bieg na 3000 m z przeszkodami | 2. miejsce  | 10:08,52 |
| 2012 | Igrzyska olimpijskie       | Londyn         | bieg na 3000 m z przeszkodami | eliminacje  | 9:48,86  |
| 2013 | Mistrzostwa Azji           | Pune           | bieg na 3000 m z przeszkodami | 2. miejsce  | 9:56,27  |
| 2013 | Mistrzostwa świata         | Moskwa         | bieg na 3000 m z przeszkodami | eliminacje  | 9:51,05  |
| 2014 | Igrzyska azjatyckie        | Incheon        | bieg na 3000 m z przeszkodami | 4. miejsce  | 9:35,64  |
| 2015 | Mistrzostwa świata         | Pekin          | maraton                       | 19. miejsce | 2:35:35  |
| 2016 | Igrzyska olimpijskie       | Rio de Janeiro | bieg na 3000 m z przeszkodami | eliminacje  | 9:43,29  |
| 2017 | Mistrzostwa Azji           | Bhubaneswar    | bieg na 3000 m z przeszkodami | 1. miejsce  | 9:59,47  |
| 2018 | Puchar interkontynentalny  | Ostrawa        | bieg na 3000 m z przeszkodami | 7. miejsce  | DNF      |
| 2018 | Igrzyska azjatyckie        | Dżakarta       | bieg na 3000 m z przeszkodami | 2. miejsce  | 9:40,03  |

## Rekordy życiowe
- Półmaraton – 1:11:30 (2017)
- Maraton – 2:34:56 (2019)
- Bieg na 3000 metrów z przeszkodami – 9:26,55 (2016) rekord Indii od maja do sierpnia 2016 roku[2]